# Liste der Bischöfe von Truro
Die Liste der Bischöfe von Truro stellt die bischöflichen Titelträger der Church of England, der Diözese Truro, in der Province of Canterbury dar.
| Liste der Bischöfe von Truro | Liste der Bischöfe von Truro | Liste der Bischöfe von Truro | Liste der Bischöfe von Truro                                                     |
| Von                          | Bis                          | Name                         | Anmerkungen                                                                      |
| ---------------------------- | ---------------------------- | ---------------------------- | -------------------------------------------------------------------------------- |
| 1877                         | 1883                         | Edward White Benson          | danach Erzbischof von Canterbury                                                 |
| 1883                         | 1891                         | George Wilkinson             | danach St Andrews, Dunkeld und Dunblane und Primas der Scottish Episcopal Church |
| 1891                         | 1906                         | John Gott                    |                                                                                  |
| 1906                         | 1912                         | Charles Stubbs               |                                                                                  |
| 1912                         | 1919                         | Winfrid Burrows              | danach Bischof von Chichester                                                    |
| 1919                         | 1923                         | Guy Warman                   | danach Bischof von Chelmsford und Bischof von Manchester                         |
| 1923                         | 1935                         | Walter Frere                 |                                                                                  |
| 1935                         | 1951                         | Joseph Hunkin                |                                                                                  |
| 1951                         | 1960                         | Edmund Morgan                | vorher Bischof von Southampton                                                   |
| 1960                         | 1973                         | Maurice Key                  | vorher Bischof von Sherborne                                                     |
| 1973                         | 1981                         | Graham Leonard               | vorher Bischof von Willesden und danach vorher Bischof von London                |
| 1981                         | 1989                         | Peter Mumford                | vorher Bischof von Hertford                                                      |
| 1990                         | 1997                         | Michael Ball                 | vorher Bischof von Jarrow                                                        |
| 1997                         | 2008                         | Bill Ind                     | vorher Bischof von Grantham                                                      |
| 2009                         | 2017                         | Tim Thornton                 | vorher Bischof von Sherborne, nachher Bishop at Lambeth und Bishop to the Forces |
| 2018                         | 2023                         | Philip Mounstephen           | nachher Bischof von Winchester                                                   |
| 2025                         | Gegenwart                    | David Williams               | vorher Bischof von Basingstoke                                                   |